# 33 1/3
 (mars 2023).
Si vous disposez d'ouvrages ou d'articles de référence ou si vous connaissez des sites web de qualité traitant du thème abordé ici, merci de compléter l'article en donnant les références utiles à sa vérifiabilité et en les liant à la section « Notes et références ».
Albums de Susheela Raman
Music for Crocodiles
(2005) Vel
(2011)
33 1/3 est le quatrième album de Susheela Raman, paru le 23 avril 2007 chez XIII Bis Records. Il s'agit d'un disque de reprises.

## Liste des titres de l'album
1. I'm Set Free de Lou Reed
2. Yoo Do Right de Can
3. Where Did You Sleep Last Night de Leadbelly
4. Like a Rolling Stone de Bob Dylan
5. Love Lies de Captain Beefheart
6. Oh My Love de John Lennon
7. Voodoo Chile de Jimi Hendrix
8. Heart and Soul de Joy Division
9. Persuasion de Throbbing Gristle
10. Ruler of My Heart d'Irma Thomas
11. Holidays in France de Michel Polnareff